# Igreja de Nossa Senhora de Fátima (Golpilheira)
A Igreja de Nossa Senhora de Fátima é a principal igreja da Golpilheira, sede de freguesia do Município da Batalha, em Portugal, onde se realizam localmente as missas dominicais e por alma de defuntos, tendo sido construída entre os anos 50 e 60 do século XX. Tal como a do Senhor Bom Jesus dos Aflitos, encontra-se virada a oeste para a Rua Dr. Joaquim Coelho Pereira.

## História
Sendo muito recente, o templo não tem grande valor histórico ou arquitectónico. Depois da sua construção nas décadas de 1950 e 60, têm sido acrescentados alguns elementos. Na década de 1970, construíram-se a sacristia e salas de catequese, de reuniões e de arrumação. Nos anos 80, aumentou-se o número de lugares sentados de 150 para 200 e instalou-se um lambrim em azulejo. A zona do presbitério foi também melhorada. Em 2015, obras de remodelação profunda conduzidas pelo arquitecto Humberto Dias afectaram o telhado e o interior, que ficou com um aspecto mais moderno. Os 400 mil euros gastos na obra foram em grande parte suportados por donativos de fiéis. Ao mesmo tempo, foram transferidos da Basílica de Nossa Senhora do Rosário (no Santuário de Fátima) para esta igreja o altar, a coluna da Virgem Peregrina, o cadeiral da presidência e duas credências, sendo todos estes artefactos feitos de pedra lioz rosa de Estremoz.
Em Abril de 2017, a vitoriosa candidatura da igreja ao Orçamento Participativo da Batalha levou à instalação de vitrais nas janelas do monumento os seis grandes painéis representam a simbologia religiosa do Padroeiro da Comunidade (Senhor Bom Jesus dos Aflitos), da Padroeira do templo (Nossa Senhora de Fátima) e da relação dos fiéis em acto de entrega, baseada na cena da Paixão (“Eis aí o teu filho; eis aí a tua Mãe”).

## Arquitectura
Precede-a uma alta escadaria e na fachada destaca-se um portal de verga curva, encimado por um toldo e um janelão com arco curvo, bem como o telhado de duas águas que se prolonga pelo frontão. Do lado direito, está situada a torre sineira.

## Galeria

Igreja de Nossa Senhora de Fátima
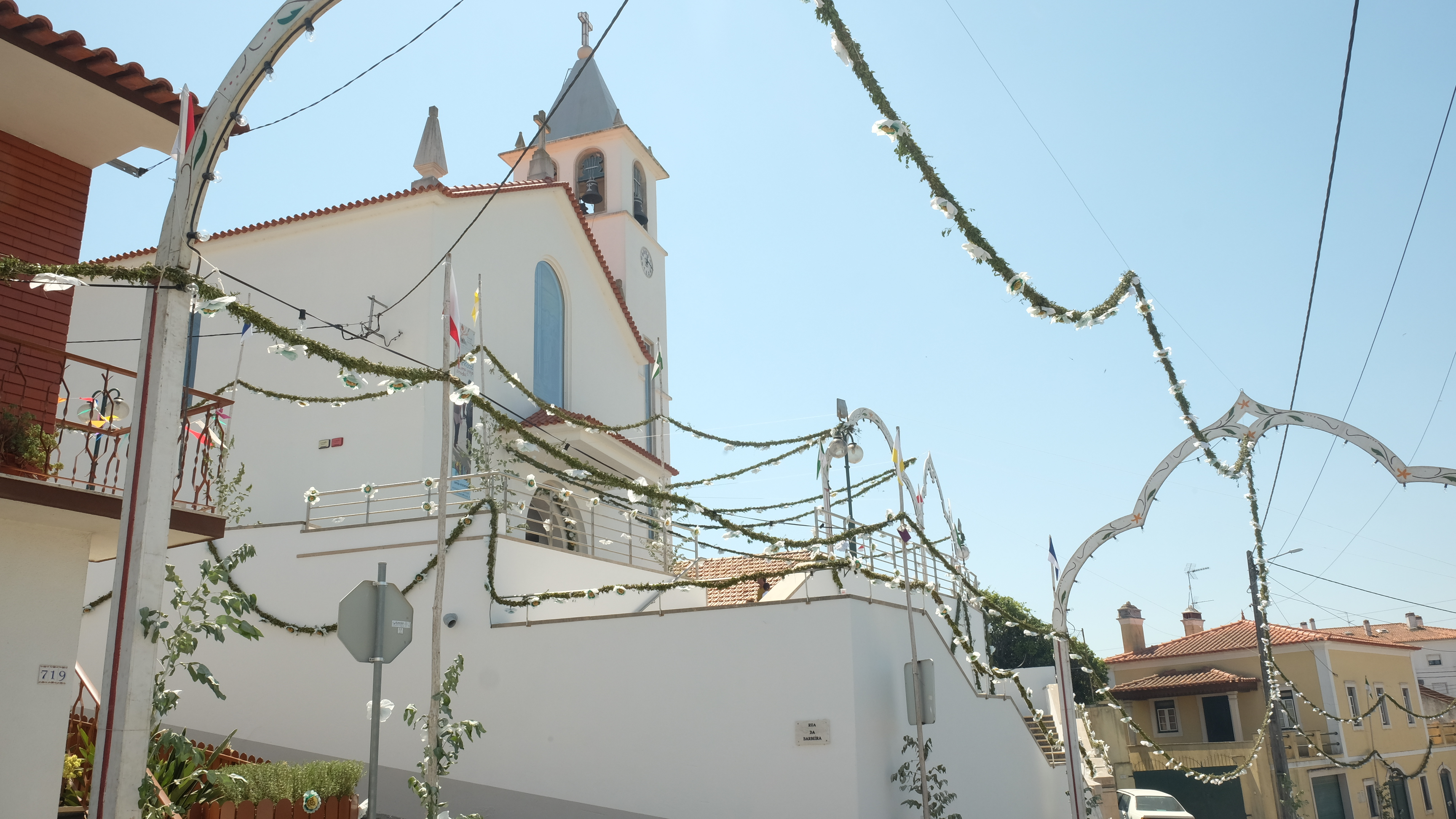
Vista de noroeste (com enfeites das festas de verão)
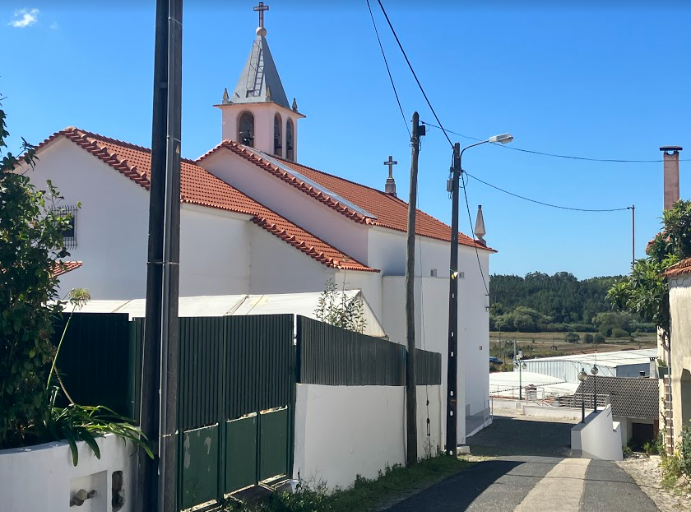
Vista de trás (nordeste)
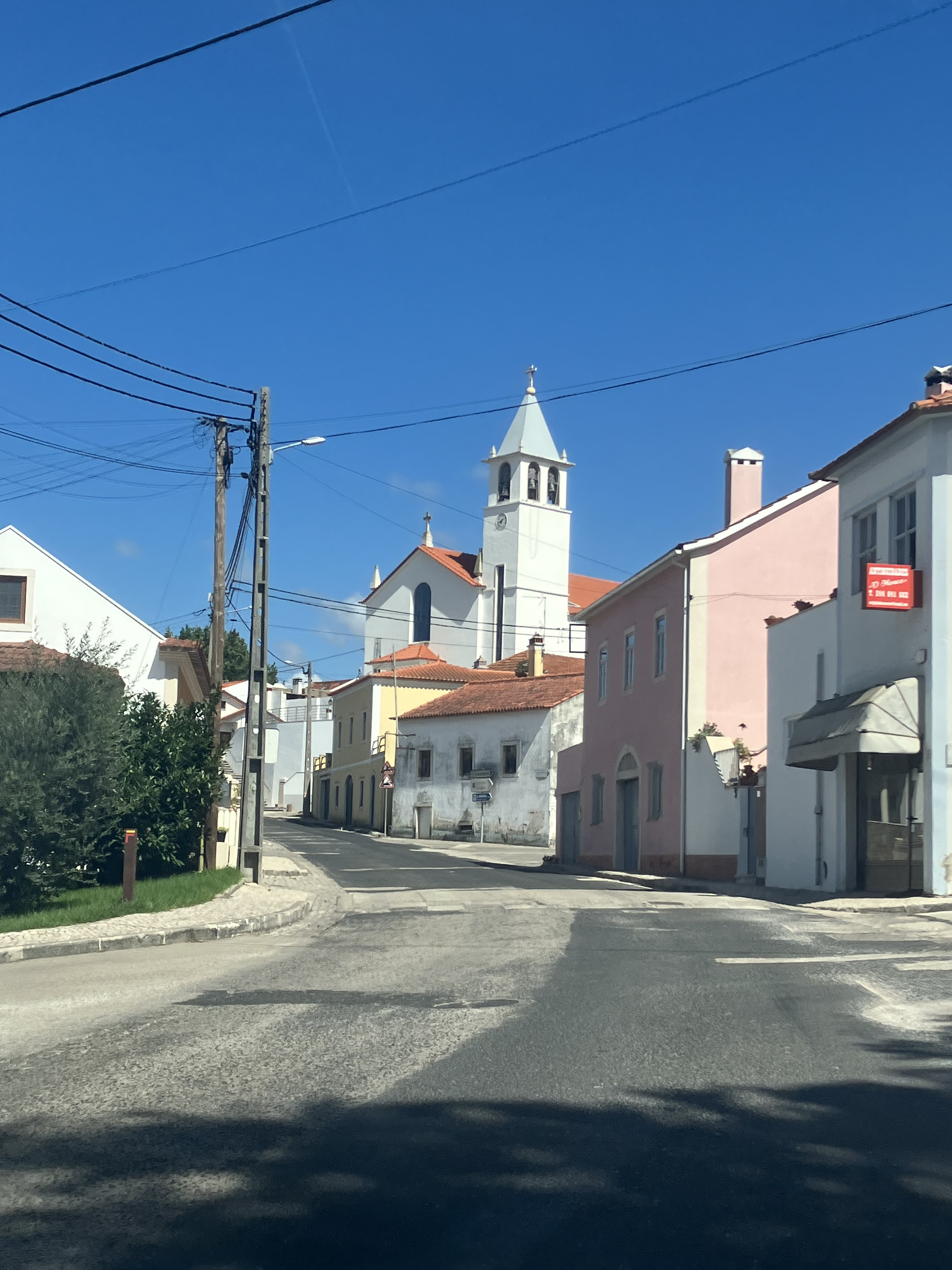
Vista de sudoeste, da Estrada de Leiria
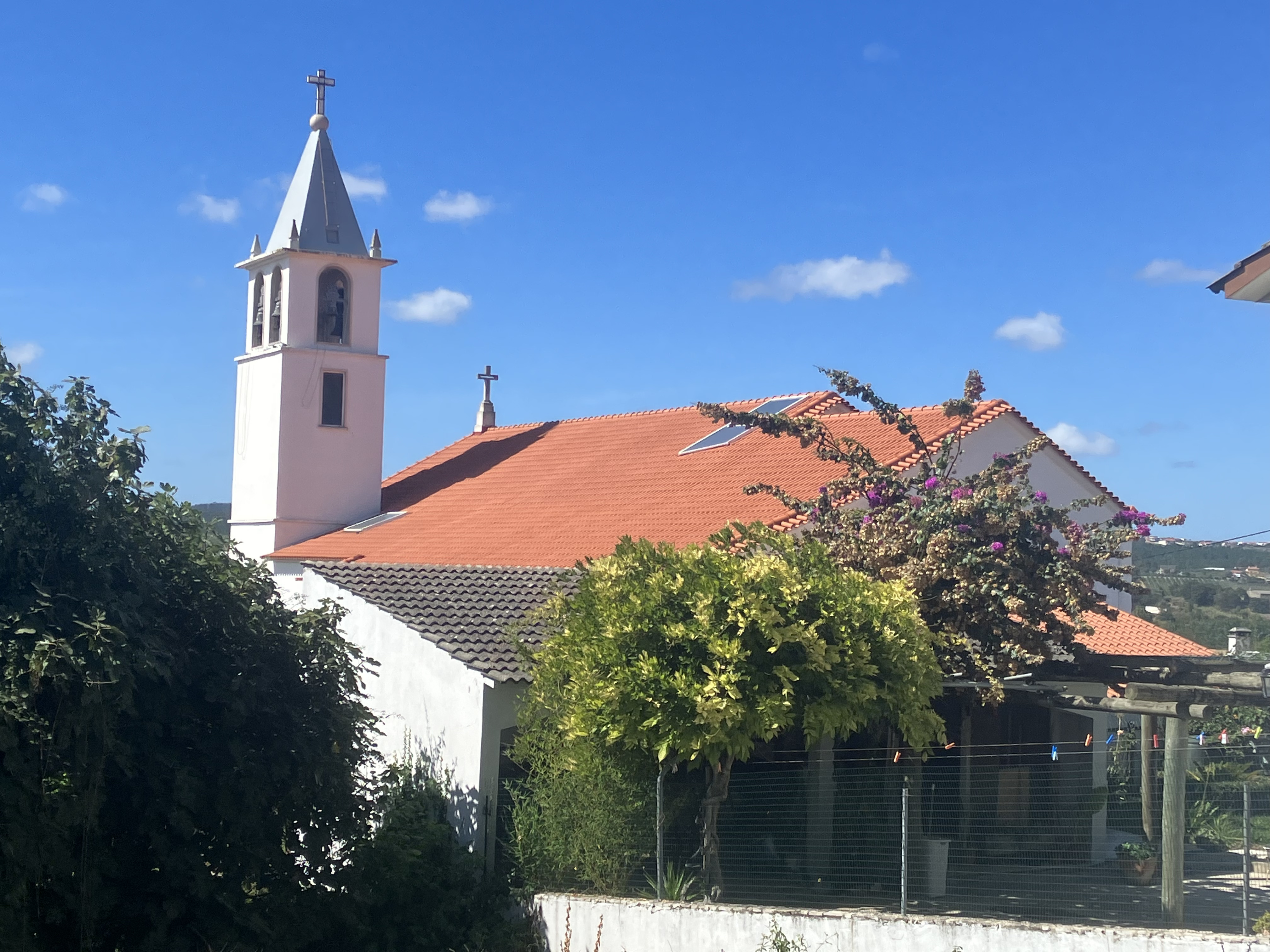
Vista de trás (sudeste)
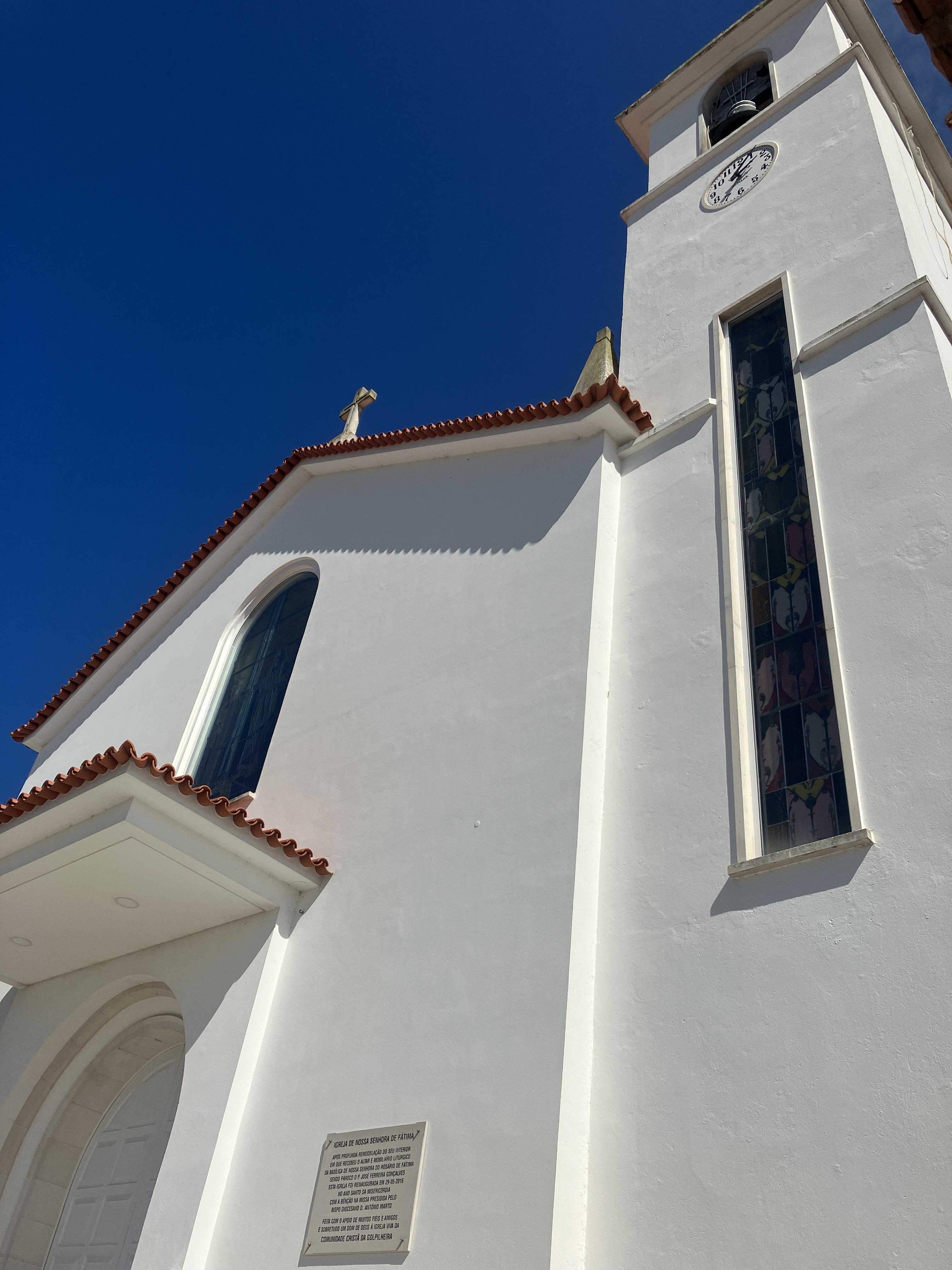
Frontaria